# Short Term 12
Short Term 12 es una película de drama estadounidense del 2013 escrita y dirigida por Destin Daniel Cretton. La película está basada en el cortometraje homónimo de Cretton, producido en 2009. Está protagonizada por Brie Larson como Grace, la supervisora de una casa hogar para adolescentes con problemas.
Short Term 12 se estrenó el 10 de marzo de 2013 en el South by Southwest Film Festival y fue estrenada en los cines el 23 de agosto. Recaudó más de 1 millón de dólares en Estados Unidos y se encontró con la aclamación de la crítica. La elogiaron por el realismo de la película y de la intimidad, haciendo particular hincapié en el rendimiento de Larson y la dirección de Cretton. La película ganó numerosos premios, incluyendo el sur por el Gran Jurado de Southwest y el premio del público para un largometraje de ficción, así como tres nominaciones a los Premios Independent Spirit

## Sinopsis
Grace es una joven de veintitantos años que trabaja como supervisora en Short Term 12, un centro de acogida para adolescentes en situación de vulnerabilidad. Le encanta su empleo y está entregada al cuidado de los chicos, pero al mismo tiempo se debate con su propio pasado conflictivo. Cuando ingresa en el centro una chica inteligente e inquieta llamada Jayden, Grace se da cuenta de que no puede seguir dando la espalda a los problemas que arrastra desde su propia infancia.

## Reparto
- Brie Larson como Grace.
- John Gallagher Jr. como Mason.
- Stephanie Beatriz como Jessica.
- Rami Malek como Nate.
- Alex Calloway como Sammy.
- Kevin Hernández como Luis.
- Lakeith Stanfield como Marcus.
- Lydia Du Veaux como Kendra.
- Kaitlyn Dever como Jayden.[4]

## Premios y nominaciones
| Año  | Categoría      | Persona        | Resultado |
| ---- | -------------- | -------------- | --------- |
| 2013 | Mejor película | Mejor película | Ganadora  |

| Año  | Categoría       | Persona        | Resultado |
| ---- | --------------- | -------------- | --------- |
| 2013 | Mejor actriz    | Brie Larson    | Ganadora  |
| 2013 | Artista del año | Brie Larson    |           |
| 2013 | Mejor película  | Mejor película | Nominada  |

| Año  | Categoría              | Persona               | Resultado |
| ---- | ---------------------- | --------------------- | --------- |
| 2013 | Mejor montaje          | Nat Sanders           | Ganador   |
| 2013 | Mejor actriz           | Brie Larson           | Nominada  |
| 2013 | Mejor actor de reparto | Lakeith Lee Stanfield | Nominado  |

| Año  | Categoría                              | Persona               | Resultado |
| ---- | -------------------------------------- | --------------------- | --------- |
| 2013 | Mejor actor de reparto en una película | Lakeith Lee Stanfield | Nominado  |
| 2013 | Mejor actor revelación                 | Lakeith Lee Stanfield |           |

| Año  | Categoría    | Persona     | Resultado |
| ---- | ------------ | ----------- | --------- |
| 2013 | Mejor actriz | Brie Larson | Nominada  |